# 盧義信
盧義信（1936年—），臺灣籃球運動員。他曾代表中華民國參加1958年亞洲運動會、1959年世界籃球錦標賽等國際賽事。退休後前往美國開餐廳，並定居當地。

## 外部連結
- 盧義信在fiba.basketball（英语）
- 盧義信在archive.fiba.com（archived）（英语）